# Liste der Hallenkirchen in Portugal

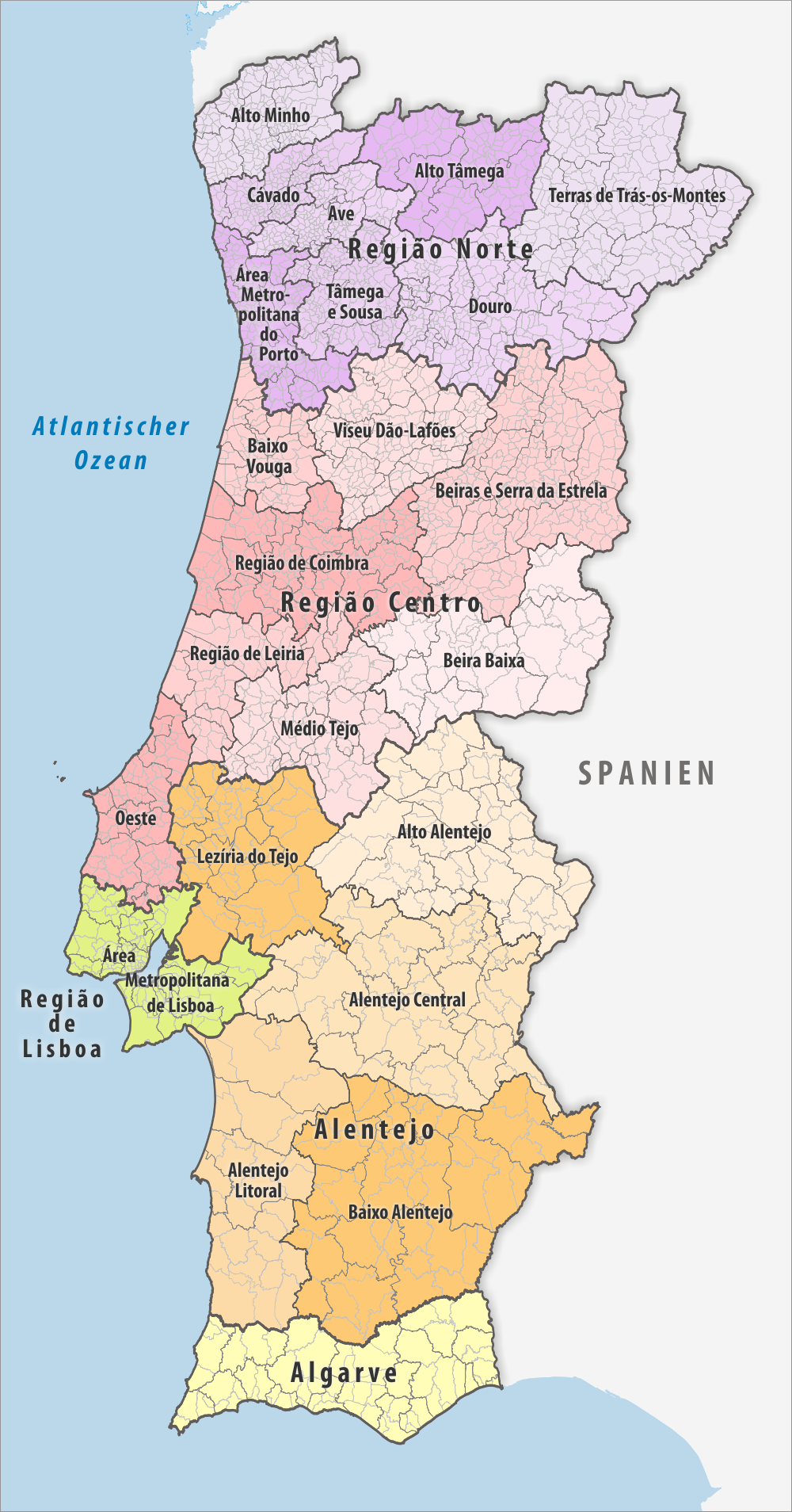
Portugal: Regionen und Subregionen

▶ Liste(n) der Hallenkirchen – Übersicht
– Siehe auch Pseudobasiliken in Portugal (bisher 22 erfasst) –
Anzahl: 58
In Portugal gibt es nicht wenige Hallenkirchen, allerdings längst nicht so viele wie im benachbarten Spanien.
Die älteste Hallenkirche Portugals gehört noch der Romanik an, die meisten anderen sind allerdings Werke der frühen Neuzeit, stilistisch teils der Renaissance, teils dem Barock, seltener dem Klassizismus zuzuordnen.

## Liste

### Norte
– Siehe auch Pseudobasiliken in Nordportugal (3) –
Anzahl: 10
| Ort                            | Name/Patrozinium                    | Bemerkungen | Fotos | Fotos |
| ------------------------------ | ----------------------------------- | --- | ----- | ----- |
| Almendra, Vila Nova de Foz Côa | Igreja Matriz (CC) SIPA 5792        | 16. Jh. |       |       |
| Barcelos                       | Santa Maria (CC) SIPA 5245          | Spitzbogenarkaden, Decken an den Dachschrägen                                                                              |       |       |
| Bragança                       | Santa María (CC) SIPA 19684         | rundbogige Backsteinarkaden in Mudéjartechnik, Segmenttonne des Mittelschiffs ragt tiefer als die Decken der Seitenschiffe |       |       |
| Esposende                      | Igreja Matriz (CC)                  | 1550–1558 |       |       |
| Fiães, Melgaço                 | Klosterkirche (CC) SIPA 5248        | leichte Rundbogenarkaden, Kirchenraum bis unter die gering geneigten Dachschrägen                                          |       |       |
| Freixo de Espada à Cinta       | São Miguel (CC) SIPA 1070           | 16. Jh. |       |       |
| Matosinhos                     | Bom Jesus (CC) SIPA 4963            | 16. und 18. Jh., Grenzfall: Konstruktionsprinzip einer Pseudobasilika, aber Höhenunterschiede gering                       |       |       |
| Miranda do Douro               | Santa Maria Maior SIPA 1066         | 16., 17. und 18. Jh. |       |       |
| Torre de Moncorvo              | Igreja Matriz (CC) SIPA 2419        | 16. und 18. Jh. |       |       |
| Vila Nova de Foz Côa           | N. Senhora do Pranto (CC) SIPA 1531 | Kern 16. Jh., überw. 18. Jh., Mittelschiff mit Segmenttonne                                                                |       |       |

### Centro
– Pseudobasiliken wurden in Mittelportugal keine gefunden. –
Anzahl: 10
| Ort              | Name/Patrozinium                           | Bemerkungen                                                                             | Fotos | Fotos                      |
| ---------------- | ------------------------------------------ | --------------------------------------------------------------------------------------- | ----- | -------------------------- |
| Abrantes         | São João Baptista (CC) SIPA 3380           | spätes 16./frühes 17. Jh., drei Schiffe gleicher Höhe (SIPA)                            |       | Innenfoto fehlt            |
| Alcobaça         | Klosterkirche SIPA 4719                    | gotische Kreuzrippengewölbe                                                             |       |                            |
| Barrancos        | Nossa Senhora da Conceição (CC) SIPA 11502 | 18. Jh.                                                                                 |       | Innenfotos siehe Stadtlink |
| Coimbra          | Sé Velha (Alte Kathedrale)                 | romanische Emporenhalle, Längstonnen über Mittelschiff und Emporen                      |       |                            |
| Coimbra          | São Tiago (CC) SIPA 1626                   | romanisch, Kirchenraum bis zu den Dachschrägen, Reihen von Pfeilern, aber keine Arkaden |       |                            |
| Leiria           | Kathedrale von Leiria                      |                                                                                         |       |                            |
| Monsanto         | São Salvador (CC) SIPA 9312                | dreischiffig, 15. Jh.                                                                   |       | Innenfoto fehlt            |
| Montemor-o-Velho | S. Maria da Alcáçova (CC) SIPA 2593        | dreischiffig, sehr schlanke Spitzbogenarkaden, Kirchenraum bis unter die Dachschrägen   |       |                            |
| Penamacor        | São Tiago (CC)                             | dreischiffig, 16. Jh., Renaissance                                                      |       | Innenfoto fehlt            |
| Viseu            | Sé (Kathedrale) (CC) SIPA 5790             | dreischiffig, 14. Jh., gotisch hinter Renaissancefassade                                |       |                            |

### Metropolregion Lissabon
– Siehe auch Pseudobasiliken in der Metropolregion Lissabon (2) –
Anzahl: 2
| Ort     | Name/Patrozinium           | Bemerkungen                                            | Fotos | Fotos |
| ------- | -------------------------- | ------------------------------------------------------ | ----- | ----- |
| Belém   | Übergang Gotik/Renaissance | Mosteiro dos Jerónimos (Hieronymitenkloster) SIPA 6543 |       |       |
| Setúbal | Igreja de Jesus (CC)       | gotisch, sehr schmale Seitenschiffe unter Halbjochen   |       |       |

### Alentejo
– Siehe auch Pseudobasiliken im Alentejo (4) –
Anzahl: 10
| Ort         | Name/Patrozinium                                            | Bemerkungen                                                                                          | Fotos | Fotos           |
| ----------- | ----------------------------------------------------------- | --- | ----- | --------------- |
| Elvas       | Santa Maria de Alcaçova (CC) SIPA 25494                     | 13. Jh. anstelle einer Moschee                                                                       |       |                 |
| Estremoz    | Santa Maria do Castelo (CC) SIPA 1184                       | fast quadratisch unter gering geneigtem Zeltdach, Breite der Seitenschiffe 2/3 der des Mittelschiffs |       |                 |
| Évora       | Santo Antão (CC)                                            | |       |                 |
| Marvão      | São Tiago (CC) SIPA 26534                                   | dreischiffig auf unregelmäßigem, polygonalem Grundriss                                               |       |                 |
| Monsaraz    | N. Senhora da Lagoa (CC) SIPA 9564                          | dreischiffig                                                                                         |       | Innenfoto fehlt |
| Portalegre  | Sé (Kathedrale) (CC) SIPA 3772                              | drei Schiffe gleicher Höhe (SIPA)                                                                    |       |                 |
| Santarem    | Igreja da Misericórdia (Kirche des Mitleids) (CC) SIPA 3772 | manieristisch                                                                                        |       |                 |
| Sardoal     | Igreja Matriz (CC) SIPA 2227                                | drei Schiffe gleicher Höhe (SIPA)                                                                    |       | Innenfoto fehlt |
| Veiros      | São Salvador (CC)                                           | |       |                 |
| Vila Viçosa | N. Senhora da Conceiçao (CC) SIPA 3867                      | verputzte Tonnengewölbe                                                                              |       |                 |

### Algarve
– Siehe auch Pseudobasiliken im Algarve (nur 1) –
Anzahl: 5
| Ort         | Name/Patrozinium                      | Bemerkungen                                                                                                   | Fotos | Fotos           |
| ----------- | ------------------------------------- | --- | ----- | --------------- |
| Estoi, Faro | Igreja Matriz (CC) SIPA 4407          | 16. Jh., 19. Jh. und jüngst; dreischiffig trotz geringer Breite                                               |       | Innenfoto fehlt |
| Estômbar    | São Tiago (CC) SIPA 2905              | Holzgedeckte Stufenhalle                                                                                      |       | Innenfoto       |
| Faro        | „Sé“ (Nenn-Kathedrale) (CC) SIPA 1289 | 13. Jh. gotisch und 17./18. Jh. barock, Konstruktionsprinzipien Pseudobasilika, aber Höhenunterschiede gering |       |                 |
| Monchique   | Igreja Matriz (CC) SIPA 5637          | 15., 18. und 20. Jh.                                                                                          |       |                 |
| Silves      | Sé (Kathedrale) (CC) SIPA 1293        | |       |                 |

### Azoren
– Siehe auch: Pseudobasiliken auf den Azoren (10) –

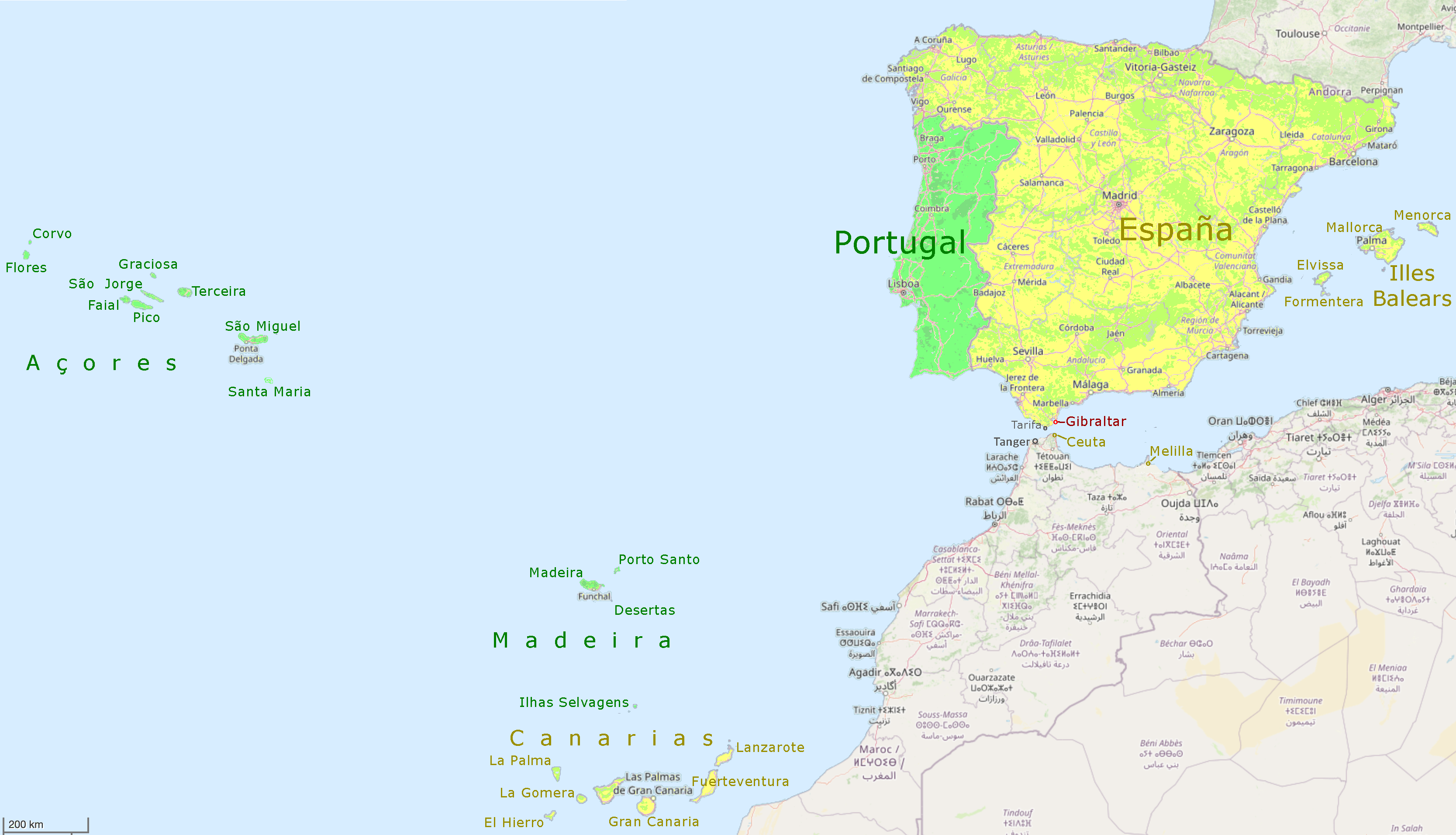
Portugiesische und spanische Inseln

Anzahl: 20

#### InselSão Miguel
Anzahl: 12
| Ort                  | Name/Patrozinium                        | Bemerkungen | Fotos                                       | Fotos                                       |
| -------------------- | --------------------------------------- | --- | ------------------------------------------- | ------------------------------------------- |
| Achadinha            | Nossa Senhora do Rosario (CC)           | Anfänge seit 2. H. 16. Jh., dreischiffig 18. Jh., Fassade 1882, Kirchenraum bis unter die Dachschräge von etwa 30° | Google Streetview, Innenfoto siehe PDF-Link | Google Streetview, Innenfoto siehe PDF-Link |
| Água de Alto         | Sao Lazaro (CC) SIPA 32486              | dreischiffig, Rundbogenarkaden, Schiffe fast gleich hoch                                                           |                                             | Innenfoto bei Flickr                        |
| Arrifes              | Igreja da Saude                         | Staffelhalle |                                             | Innenfotos siehe Link                       |
| Ajuda da Bretanha    | Nossa Senhora da Ajuda (CC)             | Proportionen passen zu Hallenkirche, Ränder des Altarfotos auch zu Pseudobasilika                                  |                                             |                                             |
| Lagoa                | Nossa Senhora do Rosario (CC)           | Flache Decken von wohl knapp 1 m Höhendifferenz, Grenzfall Hallenkirche/Pseudobasilika                             |                                             |                                             |
| Lomba da Maia        | Nossa Senhora do Rosario (CC)           | geringe Dachneigung                                                                                                |                                             |                                             |
| Nordeste             | Immaculada Conceição (CC)               | Holzdecken unter Dachschrägen, Dachneigung ca. 30°, aber mit Stufen                                                |                                             |                                             |
| Ponta Delgada        | São Jose                                | |                                             |                                             |
| Ponta Delgada        | São Roque (CC)                          | Breite und geringe Dachneigung deuten auf Hallenkirche                                                             |                                             | Google Streetview von Osten                 |
| Povoação             | Nossa Senhora Mãe de Deus (CC)          | |                                             |                                             |
| Povoação             | Nossa Senhora do Rosário (CC) SIPA 8143 | 16. und 18. Jh., Renaissance und Barock, geringe Dachneigung, zarte Arkaden, insgesamt nicht hoch                  |                                             | Innenfotos siehe                            |
| Vila Franca do Campo | São Miguel (CC)                         | gotisch |                                             |                                             |

#### InselTerceira
Anzahl: 3
| Ort               | Name/Patrozinium                          | Bemerkungen                                            | Fotos | Fotos |
| ----------------- | ----------------------------------------- | ------------------------------------------------------ | ----- | ----- |
| Angra do Heroísmo | Kathedrale (CC) SIPA 8159                 | ab 16. Jh.                                             |       |       |
| Angra do Heroísmo | São Joao Baptista (CC)                    | ab 1640, Rundbogenarkaden, flache Decken               |       |       |
| Angra do Heroísmo | Nossa Senhora da Conceição (CC) SIPA 8153 | flachdeckige Stufenhalle, Grenzfall zur Pseudobasilika |       |       |

#### InselPico
| Ort           | Name/Patrozinium          | Bemerkungen | Fotos | Fotos |
| ------------- | ------------------------- | ----------- | ----- | ----- |
| Lajes do Pico | Santíssima Trinidade (CC) |             |       |       |

#### InselSanta Maria
| Ort            | Name/Patrozinium                  | Bemerkungen | Fotos | Fotos |
| -------------- | --------------------------------- | ----------- | ----- | ----- |
| Santo Espírito | Nossa Senhora da Purificaçao (CC) |             |       |       |
| Vila do Porto  | Nossa Senhora da Assunçao (CC)    |             |       |       |

#### InselFlores
| Ort                   | Name/Patrozinium                | Bemerkungen                     | Fotos | Fotos |
| --------------------- | ------------------------------- | ------------------------------- | ----- | ----- |
| Lajes das Flores      | Nossa Senhora dos Remédios (CC) | 18. Jh., hölzerne Tonnengewölbe |       |       |
| Santa Cruz das Flores | Nossa Senhora da Conceição (CC) | ab 1859, hölzerne Tonnengewölbe |       |       |

### Madeira
| Ort         | Name/Patrozinium              | Bemerkungen                           | Fotos | Fotos     |
| ----------- | ----------------------------- | ------------------------------------- | ----- | --------- |
| São Vicente | Nossa Senhora do Rosário (CC) | Grenzfall Pseudobasilika/Hallenkirche |       | Innenfoto |